# Моханад Салем
Моханад Салем (араб. مهند سالم, нар. 1 березня 1985, Абу-Дабі) — еміратський футболіст, захисник клубу «Аль-Айн» і національної збірної ОАЕ.

## Клубна кар'єра
Народився 1 березня 1985 року в місті Абу-Дабі. Вихованець футбольної школи місцевого клубу «Аль-Вахда».
У дорослому футболі дебютував 2006 року виступами за команду клубу «Аль-Дхафра», в якій провів два сезони, взявши участь у 26 матчах чемпіонату. 
До складу клубу «Аль-Айн» приєднався 2008 року. Станом на кінець 2018 року відіграв за еміратську команду 187 матчів в національному чемпіонаті. В сезоні 2017/18 став співавтором «золотого дубля» — його команда виграла чемпіонат ОАЕ і Кубок Президента. Як діючий чемпіон ОАЕ «Аль-Айн» на правах команди-господаря став учасником Клубного чемпіонату світу 2018, де неочікувано подолав усі етапи змагання і вийшов до фіналу, де, утім, не зміг нав'язати боротьбу представнику Європи, мадридському «Реалу».

## Виступи за збірну
2012 року дебютував в офіційних матчах у складі національної збірної ОАЕ.
У складі збірної був учасником кубка Азії з футболу 2015 року в Австралії.

## Титули і досягнення
- Чемпіон ОАЕ (4):

«Аль-Айн»: 2011-12, 2013-14, 2014-15, 2017-18
- Володар Кубка Ліги ОАЕ (1):

«Аль-Айн»: 2009-10
- Володар Суперкубка ОАЕ (3):

«Аль-Айн»: 2009, 2012, 2015
- Володар Кубка Президента ОАЕ (3):

«Аль-Айн»: 2009-10, 2013-14, 2017-18
Збірні
- Переможець Кубка націй Перської затоки: 2013
- Бронзовий призер Кубка Азії: 2015